# Dworzec
Dworzec (polonès: Estació) és un documental del director polonès Krzysztof Kieślowski fet el 1980.

## Argument
La pel·lícula té lloc a l'Estació Central de Varsòvia. Sobretot, mostra diferents persones esperant, gent esperant connexions i transport i, per tant, també es pot entendre políticament.

## Antecedents
En una entrevista a Danusia Stok, Kieślowski va dir: “Quan penso en Dworzec, veig que hi ha moltes fotos amb gent així: un es va adormir; algú està esperant algú. Potser vindrà, potser no. Es tracta de gent així, gent que anhela alguna cosa. La pel·lícula no està individualitzada, però això no importa. Hem fet la pel·lícula per mostrar aquesta gent. Vam passar unes deu nits filmant-los.”<